# Kantelesaaret
Kantelesaaret är öar i Finland. De ligger i sjön Ullavanjärvi och i kommunen Karleby i den ekonomiska regionen  Karleby och landskapet Mellersta Österbotten, i den centrala delen av landet, 400 km norr om huvudstaden Helsingfors. Arean för den av öarna koordinaterna pekar på är 0,9 hektar och dess största längd är 150 meter i nord-sydlig riktning.